# Millimetrik
 (mars 2018).
Si vous disposez d'ouvrages ou d'articles de référence ou si vous connaissez des sites web de qualité traitant du thème abordé ici, merci de compléter l'article en donnant les références utiles à sa vérifiabilité et en les liant à la section « Notes et références ».
Millimetrik (de son vrai nom Pascal Asselin) est un auteur-compositeur québécois de musique électronique. Sa musique s'inspire du voyage, de la photographie et du cinéma. Son style va de l’ambiant, du trip-hop à la musique house, disco, soul et dance.

## Biographie
En 2020, il produit le thème radio officiel de l'émission C'est encore mieux l'après-midi à Radio-Canada Québec. Il s’est entre autres produit sur les scènes du festival Osheaga, du FEQ, du FME, à Mutek et au Brussels Electronic Music Festival.
En 2021, il sort son dixième album , Sun-drenched.

## Récompenses
- 2014 : Prix GAMIQ du meilleur album en musiques électroniques pour Lonely Lights[2]
- 2019 : Félix pour meilleur album électronique à l’ADISQ[2]

- 2022 : Félix album de l'année - musique électronique lors du Premier Gala de l'ADISQ[3],[4]

## Discographie ( albums officiels )
- 2003 : Variety is the spice of life
- 2005 : Deeper transmissions
- 2006 : The last polar bear on earth
- 2008 : Northwest passage's new era
- 2010 : Mystique Drums
- 2012 : Read between the rhymes (album collaboratif avec rappeurs)
- 2014 : Lonely Lights
- 2016 : Fog Dreams
- 2018 : Make It Last Forever
- 2021:  Sun-drenched
- 2023 : Life Elevated